# Siwki (Zielonka)
Siwki – dawniej samodzielna wieś, obecnie część (SIMC 0921993) Zielonki, w województwie mazowieckim, w powiecie wołomińskim. Leżą w najdalej na zachód wysuniętej części Zielonki, przy granicy z Markami od zachodu i Ząbkami od południa, nad Długą.
W latach 1867–1924 wieś w gminie Bródno, a 1924–1952 w  gminie Marki w powiecie warszawskim. 20 października 1933 utworzyły gromadę Siwki w granicach gminy Marki, składającą się z samej wsi Siwki.
1 lipca 1952 gromadę Siwki wyłączono z gminy Marki i włączono do gminy Zielonka, którą tego samego dnia włączono do powiatu wołomińskiego. 
W związku z reorganizacją administracji wiejskiej jesienią 1954 Siwki weszły w skład gromady Zielonka.
1 stycznia 1956 gromadę Zielonka przekształcono w osiedle, przez co Siwki stały się integralną częścią Zielonki, a w związku z nadaniem Zielonce praw miejskich 31 grudnia 1960 – częścią miasta.